# Päpstliche Katholische Universität von Puerto Rico
Die Päpstliche Katholische Universität von Puerto Rico (spanisch: Pontificia Universidad Católica de Puerto Rico, kurz: PUCPR) ist eine puerto-ricanische Universität päpstlichen Rechts.

## Geschichte

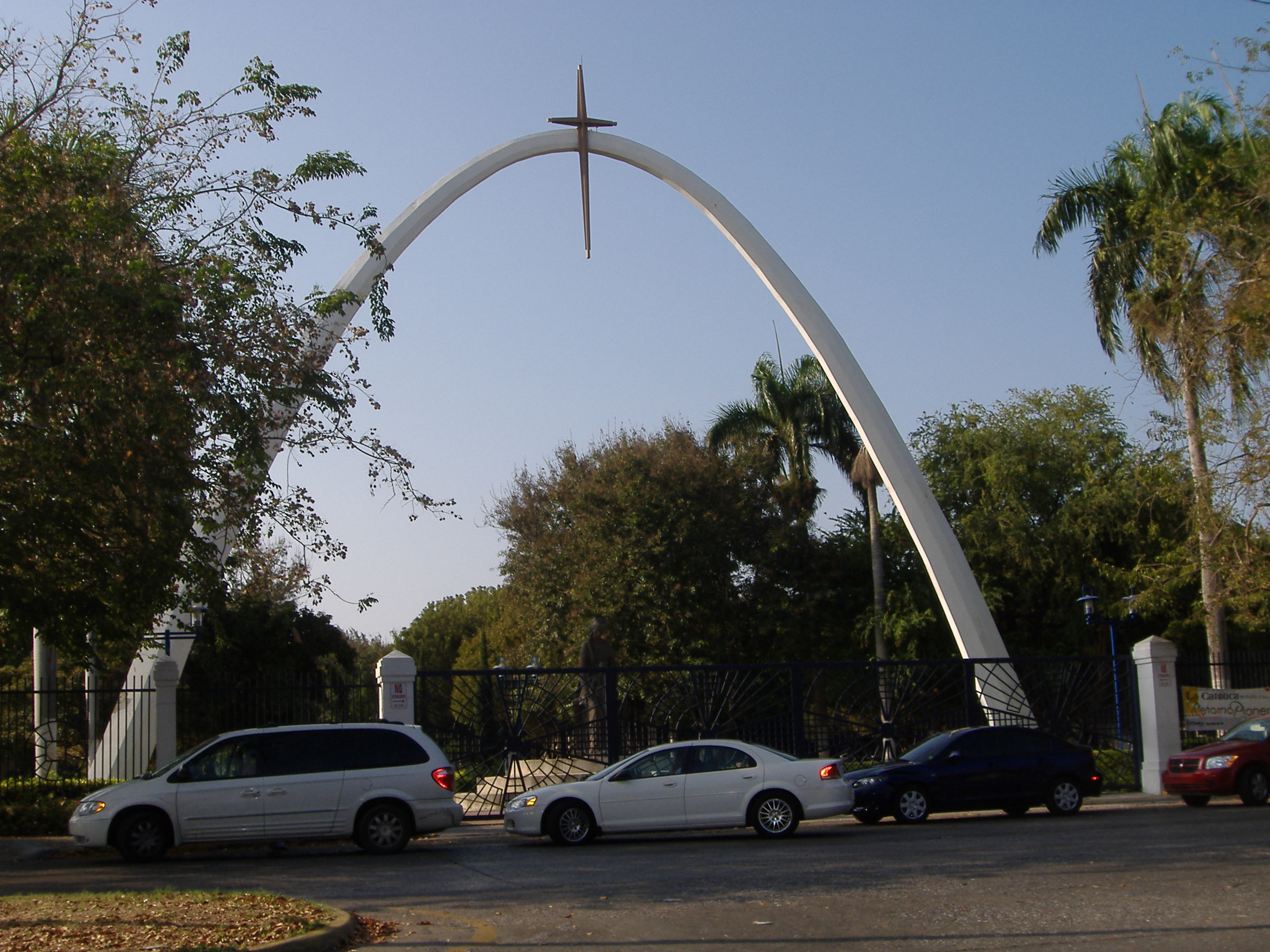
PUCPR Haupteingang in Ponce

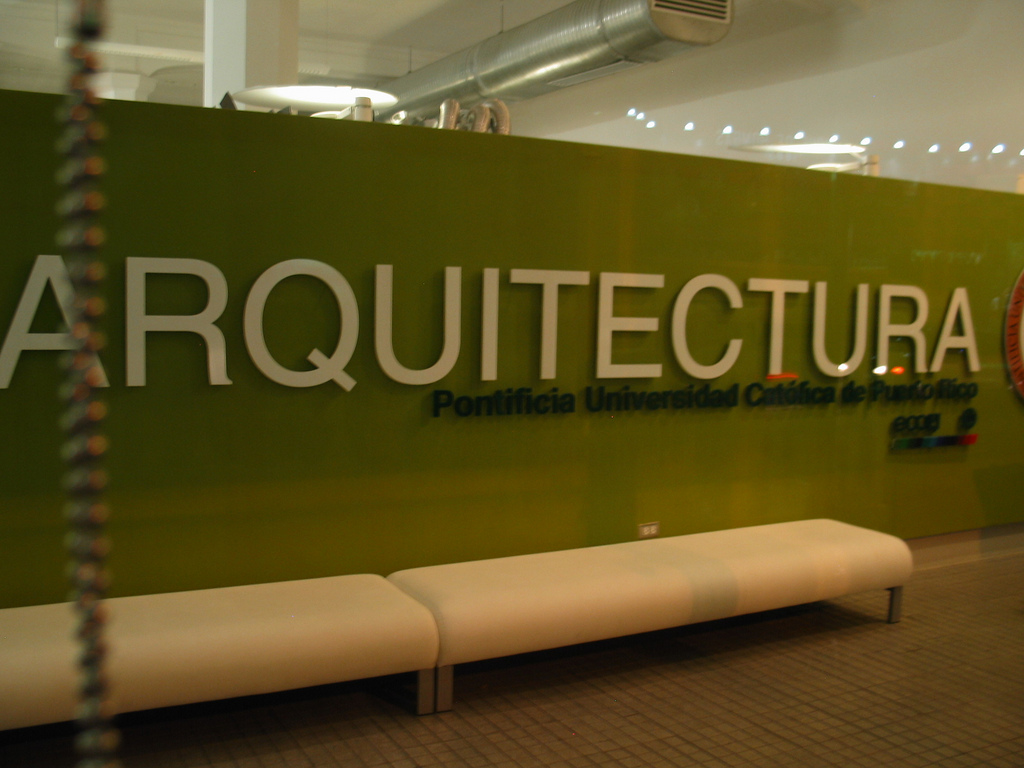
PUCPR School of Architecture in Ponce

Die Päpstliche Katholische Universität von Puerto Rico wurde 1948 zunächst als Katholische Universität Santa Maria von James Edward McManus CSsR, Bischof von Ponce, und James Peter Davis, Erzbischof von San Juan de Puerto Rico, gegründet. Gründungspräsident war Vicente Murga. Hochschulsitz war im Colegio San Conrado in Ponce, einer katholischen Primarschule. 1949 wurde seitens der staatlichen Stellen 120 km² zur Bebauung freigegeben. 1950 erfolgte die Umfirmierung in Katholische Universität von Puerto Rico. Unter Papst Johannes Paul II. erfolgte am 25. Januar 1991 die Anerkennung als Universität päpstlichen Rechts.
1961 wurde die Rechtsfakultät (Escuela de Derecho) eingerichtet, ein Austauschprogramm mit den USA und Spanien initiiert und Lehrkörper wie Rafael Hernández Colón, Gouverneur von Puerto Rico, verpflichtet. 1976 richtete man die Medizinfakultät (Escuela de Medicina) ein, aus der sich 1980 die Ponce School of Medicine & Health Services herausgründete. 2009 eröffnete man die Fakultät für Architektur. Geplant sind die Einrichtung der Fakultäten Grafikdesign und Modedesign sowie einer Filmhochschule.
Bekannte Persönlichkeiten der PUCPR waren Juan Fremiot Torres Oliver und Luis Kardinal Aponte Martínez sowie Ivan Illich.

## Organisation
Die Universität bietet Bachelor-, Master- und Ph.D.-Studien an.
Hauptsitz der Universität ist in Canas Urbano, einem Stadtteil von Ponce. 1982 wurde die Ableger Päpstliche Katholische Universität von Puerto Rico in Mayagüez in Mayagüez und Päpstliche Katholische Universität von Puerto Rico in Arecibo in Arecibo zunächst als Hochschulzentrum, ab 1996 als Mayagüez Campus resp. Arecibo Campus gegründet. Einen weiteren Campus gibt es in Coamo.

## Fakultäten
- Business Administration
- Arts and Humanities
- Naturwissenschaften
- Erziehungs- und Bildungswissenschaften
- Juristische Fakultät
- Architektur
- Instituto Graduate Studies